# Bambergs ärkestift
Bambergs ärkestift (latin: Archidioecesis Bambergensis, tyska: Erzbistum Bamberg) är ett av sju katolska ärkestift i Tyskland. Det tillhör Bambergs kyrkoprovins. Ärkebiskop är Ludwig Schick.
Ärkestiftet grundades 1007 och var fram till dess att det sekulariserades 1802 ett furstbiskopsdöme.

## Källa
Den här artikeln är helt eller delvis baserad på material från Nordisk familjebok, Bamberg, 1904–1926.